# پیبادی (ایندیانا)
پیبادی (به انگلیسی: Peabody) یک منطقهٔ مسکونی در ایالات متحده آمریکا است که در شهرستان ویتلی، ایندیانا واقع شده‌است. پیبادی ۲۵۳ متر بالاتر از سطح دریا واقع شده‌است.